# Amaravati
Amaravati (Amarāvatī) är en stad i Indien, i delstaten Andhra Pradesh. Den är belägen vid floden Krishnas nedre lopp. Sedan mitten av 2010-talet byggs den ut för att fungera som delstatens nya huvudstad.
Staden består av en äldre del, nära den gamla orten Dhanyakataka, som är känd för sin buddhistiska stupa. Stupan, som förstördes under 1700- och 1800-talen, påbörjades cirka 200 f.Kr. och byggdes ut 350 år senare. Den hade troligen en diameter på 50 meter och en höjd av 30 meter. 2003 inleddes konstruktionen av en sittande, 38 meter hög Buddha-staty i Amaravati; bygget av Dhyana-buddhastatyn avslutades 2015.
Sedan mitten av 2010-talet byggs Amaravati ut, för att kunna fungera som ny huvudstad för Andhra Pradesh. 2014 delades delstaten, i samband med att 10 av delstatens distrikt avträdde för att bilda den nya delstaten Telangana. Delstatens numera största stad (oräknat den tillfälliga huvudstaden Hyderabad, som även är huvudstad för Telangana) är Visakhapatnam, men Amaravati är betydligt mer centralt belägen, vid floden Krishnas nedre lopp och ungefär halvvägs mellan delstatens sydvästra och nordöstra hörn.